# 中村勝麻呂
中村 勝麻呂（なかむら かつまろ、1875年〈明治8年〉3月 - 1944年〈昭和19年〉3月23日）は、日本の歴史学者、教育者。史料編纂官および立教大学文学部教授を務め、幕末から維新期の古文書の編纂を行った。

## 人物・経歴
1875年（明治8年）3月、滋賀県で中村平太の長男として生まれる。叔父には、彦根藩儒学者の中村不能齊（中村不能斎）がおり、養子の関係から勝麻呂は不能斎の孫となる。
1901年（明治34年）、東京帝国大学文科大学史学科を卒業し、同大学院に入り幕末外交史を専攻する。
1908年（明治41年）、東京帝国大学の史料編纂掛（後の史料編纂所）に務める史料編纂官に任ぜられ、1935年（昭和10年）まで勤務する。
その間、1925年（大正14年）に、立教大学文学部に史学科が設置されると、辻善之助（東京帝国大学史料編纂所初代所長、実証的な日本仏教史の確立者）と藤本了泰（仏教学者、僧侶、天徳寺住職）とともに日本史の教授に就任した。
1938年（昭和13年）から、文部省の維新史料編纂会の常任委員になり、維新史料編纂事業の方向性を決める委員の一人を務めた。

## 主な著作
- 『井伊大老と開港』啓成社 1909年（明治42年）
- 『彦根山由来記』中村不能齊（中村不能斎）著 中村勝麻呂校訂発行 明治43年
- 『井伊大老茶道談 上巻』箒文社 1914年（大正3年）
- 『井伊大老茶道談 下巻』箒文社 1914年（大正3年）
- 『至誠之人 井伊大老 巻之1』黄華書屋 1921年（大正10年）

## 親族・家族
- 叔父：中村不能齊（中村不能斎） - 彦根藩儒学者
- 妻：さち - 1886年（明治19年）1月生、大槻文彦長女、大槻磐渓の孫
- 長女：浪 - 1907年（明治40年）7月生、三輪田高等女学校出身
- 二女：靜（静） - 1909年（明治42年）1月生、御茶水高等女学校出身、中野好夫の後妻
- 三女：國 - 1913年（大正2年）4月生
- 長男：中村英勝 - 1917年（大正6年）8月生、お茶の水女子大学名誉教授、西洋史学者